# Diagrama afinităților
Diagrama afinităților (engleză Affinity diagram, franceză Diagramme KJ) a fost elaborată în anii 1960 de antropologul japonez Jiro Kawakita, fiind cunoscută și sub denumirea de diagrama KJ, după inițialele numelui autorului. Această metodă constituie unul dintre cele șapte instrumente noi pentru managementul calității și este folosită pentru sintetizarea, clasificarea și structurarea ideilor slab definite. Dicționarul Business Dictionary oferă următoarea definiție: „Diagrama afinităților este un instrument grafic destinat să sprijine organizarea ideilor disparate (engleză loose), generate în sesiuni de brainstorming sau întâlniri de rezolvare a problemelor. În această metodă, ideile disparate însă corelate (colectate într-o sesiune de generare a ideilor) sunt grupate (pe fișe sau file de hârtie) în categorii semnificative denumite seturi de afinitate.” Diagrama afinităților se construiește pe baza datelor verbale provenite din mai multe surse, formulate de persoanele participante, care se referă la fapte, idei, opinii referitoare la o anumită problemă, presupuneri, observații asupra problemelor mai ample și complexe. Acest instrument presupune gruparea informațiilor în clase (sau familii) omogene și structurate ierarhic pe baza afinității lor.

## Etape de construire a diagramei afinităților
Pentru aplicarea unei diagrame a afinităților  se parcurg următoarele etape principale:, 
- descrierea și formalizarea problemei, în scopul stabilirii temei;
- ideația sau generarea ideilor, care sunt înregistrate pe fișe (cartele);
- regruparea ideilor (din fișe) pe familii și numirea titlurilor pentru fiecare grup de fișe;
- se determină relațiile dintre toate fișele;
- cartografierea (desenarea diagramei) pentru o viziune globală;
- evaluare și concluzie.

Diagrama afinităților este utilă atunci când se abordează o temă care nu este bine înțeleasă sau asupra căreia nu se ajunge la o concluzie. Se poate utiliza și pentru a determina care sunt rezultatele probabile ale unei probleme în curs de soluționare.

### Descrierea etapelor
1. Se stabilește tema care este propusă a fi tratată, obiectivele sau problema implicată.
2. Se culeg datele verbale referitoare la tema sau cazul propus. Datele verbale constau în fapte, idei sau opinii, rezultate în urma unui proces sau sesiune de brainstorming, organizat(ă) de managerul de proiect. Ideile trebuie să se refere la date factuale care pot fi verificate și să se evite, pe cât posibil, orice raționament.
3. Se creează fișe (cartele) de date. Fiecare dată verbală (element de informație) se scrie pe o bucată de hârtie (cartelă) separată, eventual pe câte un post-it. 
4. Se organizează cartelele de date. Pe o coală de hârtie de dimensiuni mai mari, se așează cartelele de date astfel încât să nu se suprapună unele cu altele.
5. Se creează cartele de afinitate. În acest scop, pentru fiecare grup sau cluster format se atribuie o etichetă (un antet)  sub forma unui titlu scurt, dar complet, referitor la caracteristicile grupului. Această nouă cartelă etichetată pentru câte un grup se numește cartelă de afinitate.
6. Se face ordonarea în grupuri de cartele de afinitate. Se face identificarea relațiilor de afinitate între grupele constituite. Prin agregarea grupelor create de mai mulți participanți se pot observa cât de strânse sunt relațiile dintre concepte.
7. Se prepară diagrama de afinitate , care oferă o viziune globală pentru problema astfel detaliată.
8. În final, are loc un proces de decizie/o concluzie, acesta presupunând o ponderare a elementelor problemei puse în relație.